# 瑟宰
瑟宰（法語：Cezais，法語發音：[səzɛ]）是法国卢瓦尔河地区大区旺代省的一个旧市镇，属于丰特奈勒孔特区。2024年1月1日，瑟宰与邻近的2个市镇合并为新市镇里沃迪富日赖。

## 地理
瑟宰（46°35'22"N, 0°49'7"W）面积12.22 平方千米，位于法国卢瓦尔河地区大区旺代省，该省份为法国西部沿海省份，北起大西洋卢瓦尔省和曼恩-卢瓦尔省，西临大西洋，南至滨海夏朗德省，东部及东南部与德塞夫勒省接壤。
与瑟宰接壤的市镇（或旧市镇、城区）包括：昂蒂尼、布尔诺、圣西尔德加、圣叙尔皮斯昂帕雷、图阿尔赛-布伊尔德鲁、武旺。
瑟宰的时区为UTC+01:00、UTC+02:00（夏令时）。

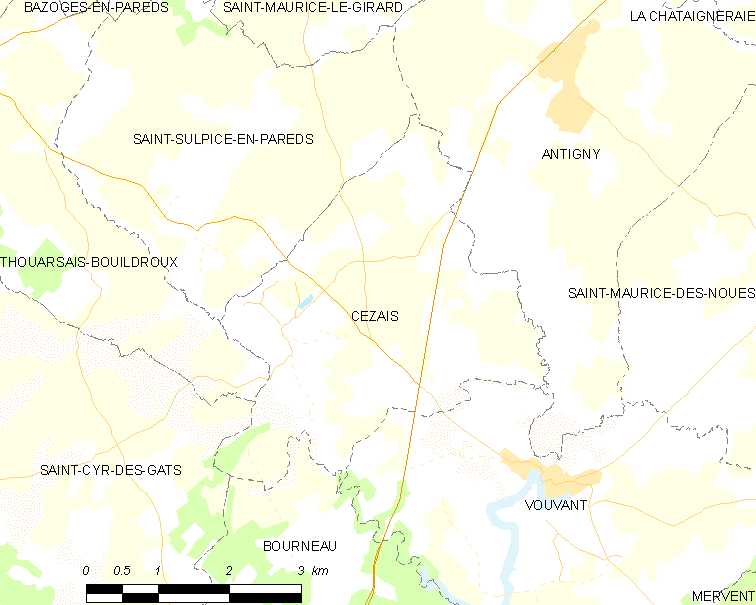
瑟宰的OSM定位图

## 行政
瑟宰的邮政编码为85410，INSEE市镇编码为85041。

## 政治
瑟宰所属的省级选区为拉沙泰涅赖县。

## 人口

1962-2008年间瑟宰人口变化图示

瑟宰于2021年1月1日时的人口数量为297人。